# 中華基督教會基慧小學（馬灣）
中華基督教會基慧小學（馬灣）（英語：C.C.C. Kei Wai Primary School (Ma Wan)）是一所香港荃灣區馬灣的津貼小學，位於珀麗灣屋苑範圍內。此校於1984年創立，至2003年分拆並遷至現址。

## 校政管理
歷任校監
- 馮壽松 先生[1]
- 蘇成溢 牧師

歷任校長
- 關潔文 女士[1]
- 簡燕玲 女士
- 何寶鈴 女士

## 歷史
此校的前身為中華基督教會基慧小學的下午校，於1984年創校，較同一學校的上午校遲一年開辦。
至2001年，基慧小學下午校獲分配現址新建校舍，以實施全日制，並於2003年正式遷入馬灣新校舍；至於上午校則保留於原址，同樣實行全日制。

## 校舍

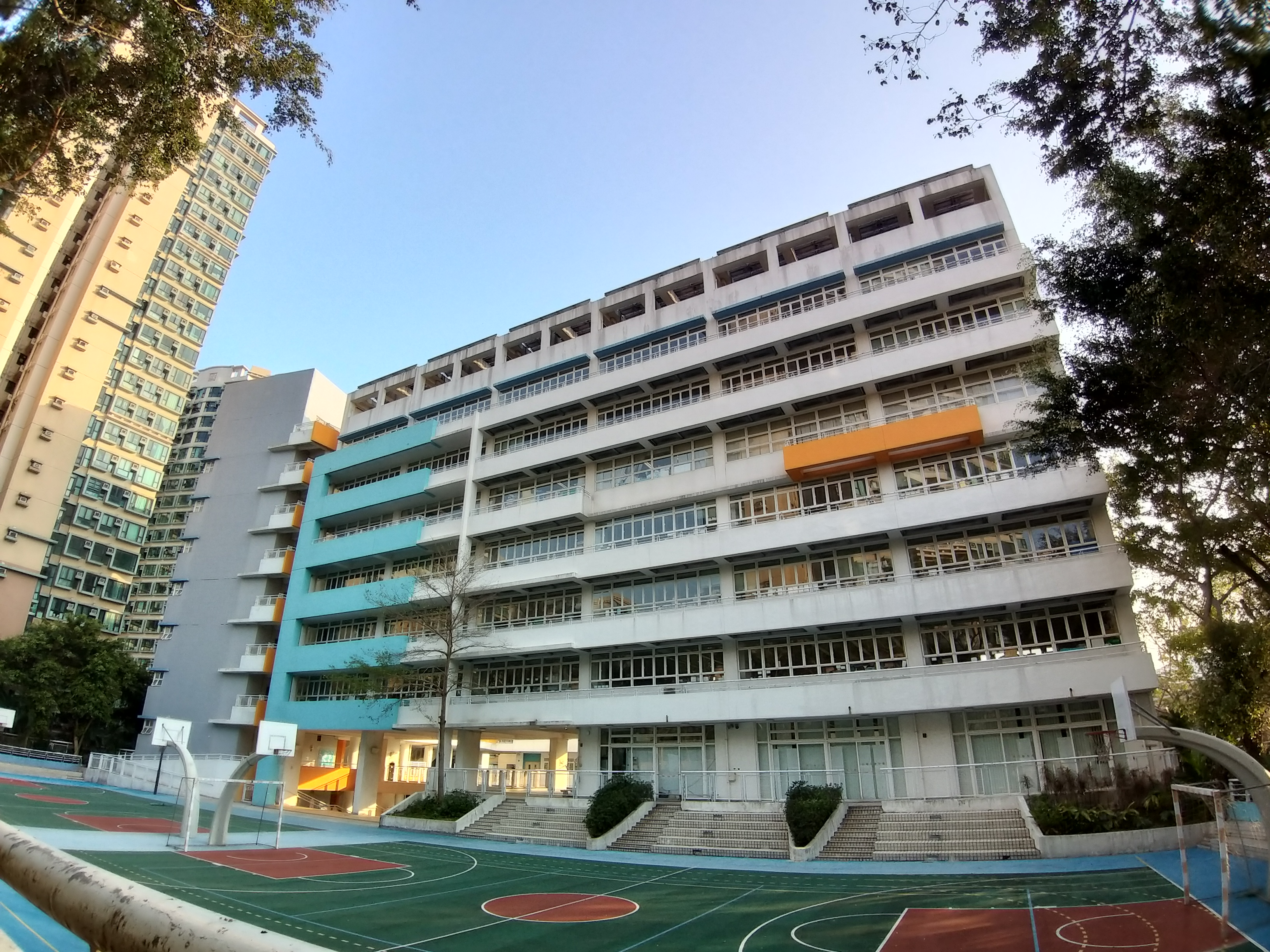
校舍北面及操場（2021年2月）

此校現時的校舍位於珀麗灣，鄰近該屋苑的第17-19座，為一座後千禧校舍，佔地6,200平方米，設有30間課室連各種特別室。
值得一提的是，此校舍是全港首批由政府直接興建的後千禧校舍之一（另一座為嘉諾撒小學（新蒲崗）），亦是全港首兩份付諸立法會表決的同類校舍建設計劃（另一份是明愛胡振中中學新校舍），早於2001年中已經交付審議。然而，此校早期建設方案曾被否決，直至同年年尾才獲通過，並在翌年動工。

## 歷任校長
- 關潔文女士（2003年-2009年）
- 簡燕玲女士（2009年-2015年）
- 何寶鈴女士（2015年至今，現任校長）[9]

## 外部連結
- 中華基督教會基慧小學（馬灣）網站 （页面存档备份，存于）